# Дијаспора (часопис)
Дијаспора (Diaspora) је двојезични часопис за културу, који излази на српском и шведском језику. Први број појавио се јануара 1998. године. Излази двомесечно у тиражу од 2.000 примерака.  Седиште часописа је у Стокхолму. Оснивач и уредник „Дијаспоре“ је Ацо Драгићевић. 
Часопис је истражио и у својим издањима, штампаном и Интернет-издању, објавио преглед српских писаца на шведском језику. 
Према истраживању Дијаспоре на српском језику у Шведској су излазили ови листови: ”Југословенски лист”. Након распада земље променио име у ”Наш лист” под којим је кратко излазио, (последњи уредник била је Емилија Павловић-Станковић, први број уредио је Др. Будимир Поповић, 1976, док је вишегодишњи уредник био Андрија Јовичић. Затим ту је ”Ластавица” (лист за децу, уредник Звонимир Поповић), ”Сусрети” (Урош Степанов-Рош), ”Југословен” (уредник Марко Милуновић, први број појавио се 1959. године а последњи од 212 бројева изашао је из штампе 1988.), ”Ми у Шведској” (Дојчин Вуксановић), ”Глас Срба” (Лист Српског савеза у Шведској. Овом листу главни и одговорни уредник био је Боривоје Бора Живковић a Ђурица Марковић уредник. Касније лист су уређивали Властимир Николић, Љубомир Т. Девић и Младен Петровић). 
Излазили су и ови црквени листови: ”Духовни сејач” (Милан М. Миковић), ”Светосавље” (Владислав Рафаиловић), ”Светосавник” (Љубомир Кудрић), ”Благовести” (Методије Лазић), ”Наша црква” (покретач и први уредник био је прота др Живота Михајловић. После пет бројева 1972. године лист је прерастао у гласило Епархије британско-скандинавске од када носи име ”Црква” под којим и данас излази).
Након новог таласа усељеника деведесетих година минулог века покренуто је више листова; «Корени» (Никола Јанић), «Право на реч» (Љубомир Т. Девић). Зора-Gryning, Дијаспора. Зора је била двојезична новина која се обраћала женској популацији на српском и шведском језику. Појављивала се четири пута годишње a први број штампан је на почетку 2011. године. Зору су уређивали Зорица Салијевић и Ан Катрин Ритеркранс-Стефановић. У трогодишњем периоду појавило се 12 бројева.
Данас је Дијаспора једино штампано гласило у Шведској које се обраћа својим читаоцима равномерно на српском и шведском језику.